# Златна антена за најбољу глумицу у споредној улози
Награда Златна антена за најбољу глумицу у споредној улози у ТВ серији (од 2021. године позната и као Награда „Радмила Савићевић”) додељује се једном годишње у Дому синдиката глумици која је одиграла најбољу споредну улогу у српској телевизијској серији емитованој на националним телевизијама у току претходне године. Доделу организује ФЕДИС (Фестивал домаћих играних серија). Награду додељује стручни жири који чине четири имена из света телевизије.

## Добитници

### 2018—данас
| Година | Добитница Серија                     | Номиноване |
| ------ | ------------------------------------ | --- |
| 2018.  | Милица Гојковић – Сенке над Балканом | |
| 2019.  | Весна Тривалић — Жигосани у рекету   | Анита Манчић – Јутро ће променити све Дара Џокић — Корени                                                        |
| 2020.  | Весна Тривалић — Сенке над Балканом  | Јасна Ђуричић – Група Горица Поповић — Швиндлери Бојана Маљевић — Дуг мору                                       |
| 2021.  | Николина Фригановић — Кости          | Светлана Бојковић – Породица Душанка Стојановић — Златни дани Сена Ђоровић — Тајне винове лозе                   |
| 2022.  | Исидора Симијоновић — Време зла      | Катарина Марковић – Мочвара Наташа Шолак — Кљун Јована Гавриловић — Камионџије д. о. о. Јована Гавриловић — Клан |
| 2023.  | Јелена Ступљанин — Немирни           | Милица Јаневски – Бунар Милица Јаневски — Пад Татјана Кецман — Бунар Нада Шаргин — Дуг мору                      |